# Andrena tiaretta
Andrena tiaretta är en biart som beskrevs av Warncke 1974. Andrena tiaretta ingår i släktet sandbin, och familjen grävbin. Inga underarter finns listade i Catalogue of Life.

## Bildgalleri

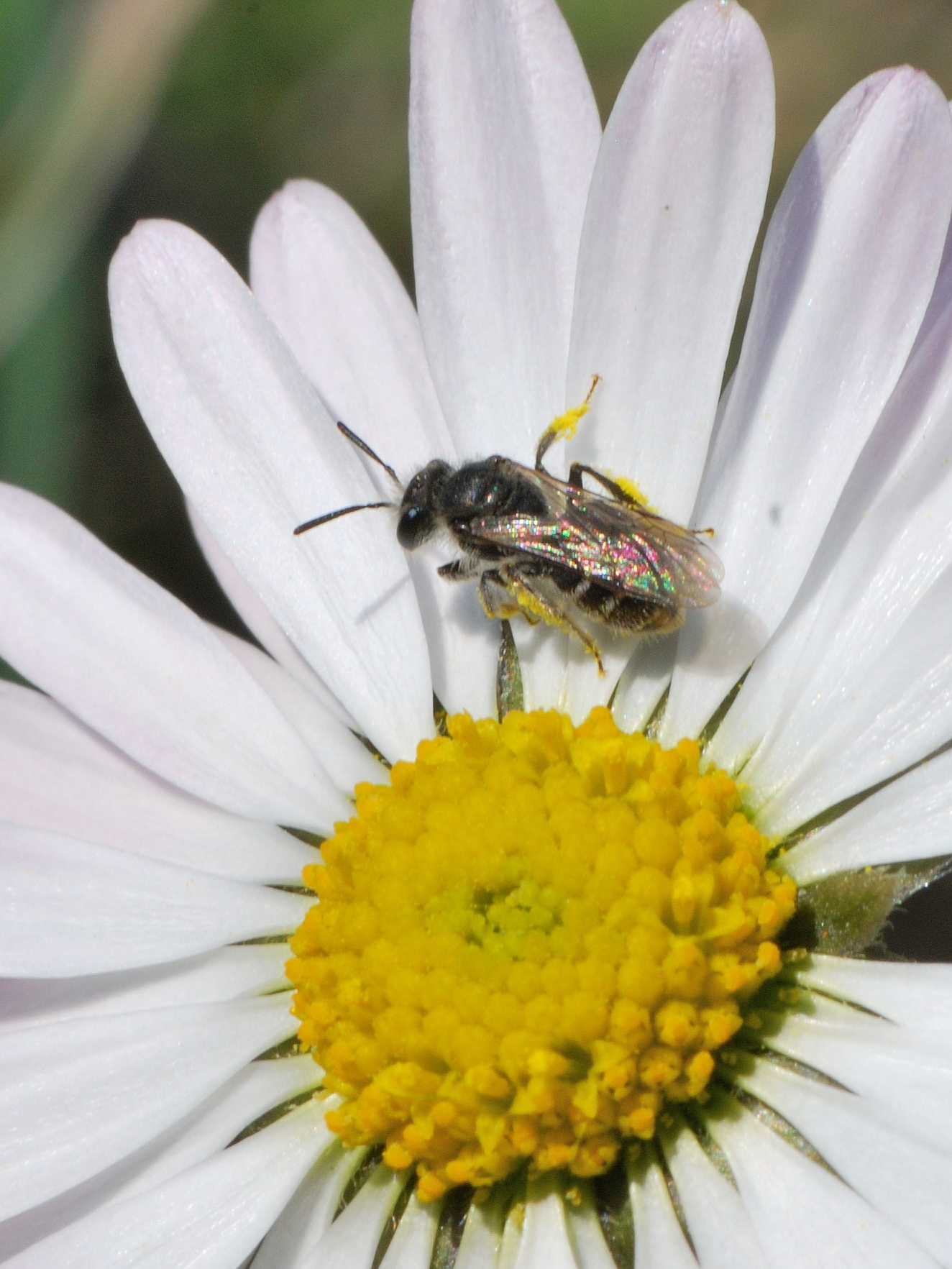